# Цинкит
Цинкитът е минерална форма на цинковия окис. В кристална форма се среща рядко, например в находището „Франклин“ в Ню Джърси, САЩ, където са намерени много флуоресциращи минерали. Има хексагонална кристална структура и цвят, който зависи от присъстващите примеси. Цинкитът от Франклин, например, е червен поради присъствието на примеси от манган и желязо и е съпътстван от вилемит и франклинит.
Кристали на цинкит могат да се отглеждат изкуствено, а също се получават и като отпадъчен материал при добива на цинк. Изкуствените кристали биват безцветни или варират от тъмно червени то жълти, а понякога зелени.
Естествени и изкуствени цинкитови кристали са били употребявани в миналото като естествени и лесно-достъпни полупроводници преди вакуумните лампи. В ранните етапи на развитие на радиото са се използвали заедно с галенит в кристални детектори.
- Микроскопска снимка на цинкит и франклинит в обикновена светлина
- Изкуствени кристали на цинкит